# 上海隔都
上海隔都（英語：Shanghai Ghetto）是在第二次世界大战期间，日本占领下的上海虹口区一块面积约为1平方英里的猶太區，那里居住着大约2万名从纳粹德国、奥地利、波兰和立陶宛逃亡来此的犹太难民。
难民们住进了该市最贫穷、最拥挤的区域。当地犹太人家庭和美国犹太人慈善团体向他们提供了庇护所、食物和衣服的援助。隔都周围並沒有筑起围墙，而且当地许多中国居民的生活条件也同样恶劣，他们也没有离开这一地区。
上海隔都已成為中以友好象征，以色列政府要員多次向上海市民在二戰時給予猶太人庇護表達感謝。

## 背景

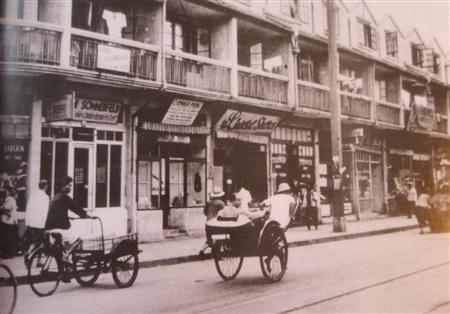
上海隔都内的熙华德路（今东长治路）

### 1930年代的德国犹太人
在1920年代末，大部分德国犹太人都忠于德国，融入德国文化，而且相对比较富裕。他们在德国军队服役，投身于德国科学、商业和文化的每一个领域。1933年，希特拉上台后，开始了政府发动的排犹运动，如1935年制定了《纽伦堡法案》，以及1938年的水晶之夜，迫使德国犹太人逃亡海外，寻求庇护。但是正如哈伊姆·魏茨曼在1936年写的，“看来世界将要分为两部分——犹太人不能生活的地方，以及他们不能进入的地方” 正如1938年7月美国总统富兰克林·罗斯福在法国召集的讨论犹太难民问题的埃维昂莱班会议所证明的，在1930年代末，要找到一个向犹太移民开放的目的地几乎是不可能的事。
Dana Janklowicz-Mann说，
“犹太人被赶出来，关进集中营。他们被告知限期离开——2周，一个月——如果能找到一个国家愿意接受。他们的妻子和朋友苦苦挣扎，想搞到护照、签证或任何东西，帮助他们出去。但所有国家的大使馆，包括美国，都向他们关闭了他们的国门。… 在维也纳开始流传 …  ‘有一个地方不需要签证就可以去。他们可以自由进入。’ 这个传言像火一样传播开来，所有人都想得到这个机会。” 

### 1937年以后的上海
上海公共租界是在南京条约后形成的，警察、行政和护照管理都由外国自治机构执行。1937年淞沪会战以后，该市被日本占领，而日军和中华民国维新政府在该区域内没有建立护照制度。上海港是世界上唯一一个既不需要签证也不需要护照就允许进入的地方。根据中国和欧洲国家之间的不平等条约，签证只在订票离开欧洲时才是必需的。
在大批德国犹太人到达上海时，已经有2个犹太社团定居在这座城市：富裕的巴格达犹太人，包括嘉道理和沙逊家族，和1917年十月革命后逃亡来此的俄国犹太人。

### 杉原千亩和何凤山
许多俄国犹太社团得到日本驻立陶宛考纳斯领事杉原千亩的解救，其中有欧洲唯一在大屠杀中幸存下来的。他们设法乘坐火车穿越辽阔的俄国逃亡，来到上海隔都。
与此类似，数千名奥地利犹太人被中国驻维也纳总领事何凤山解救，他在1938－1940年期间，抵抗他的上司中国驻柏林公使陈介的命令，向犹太人签发了数千张签证。

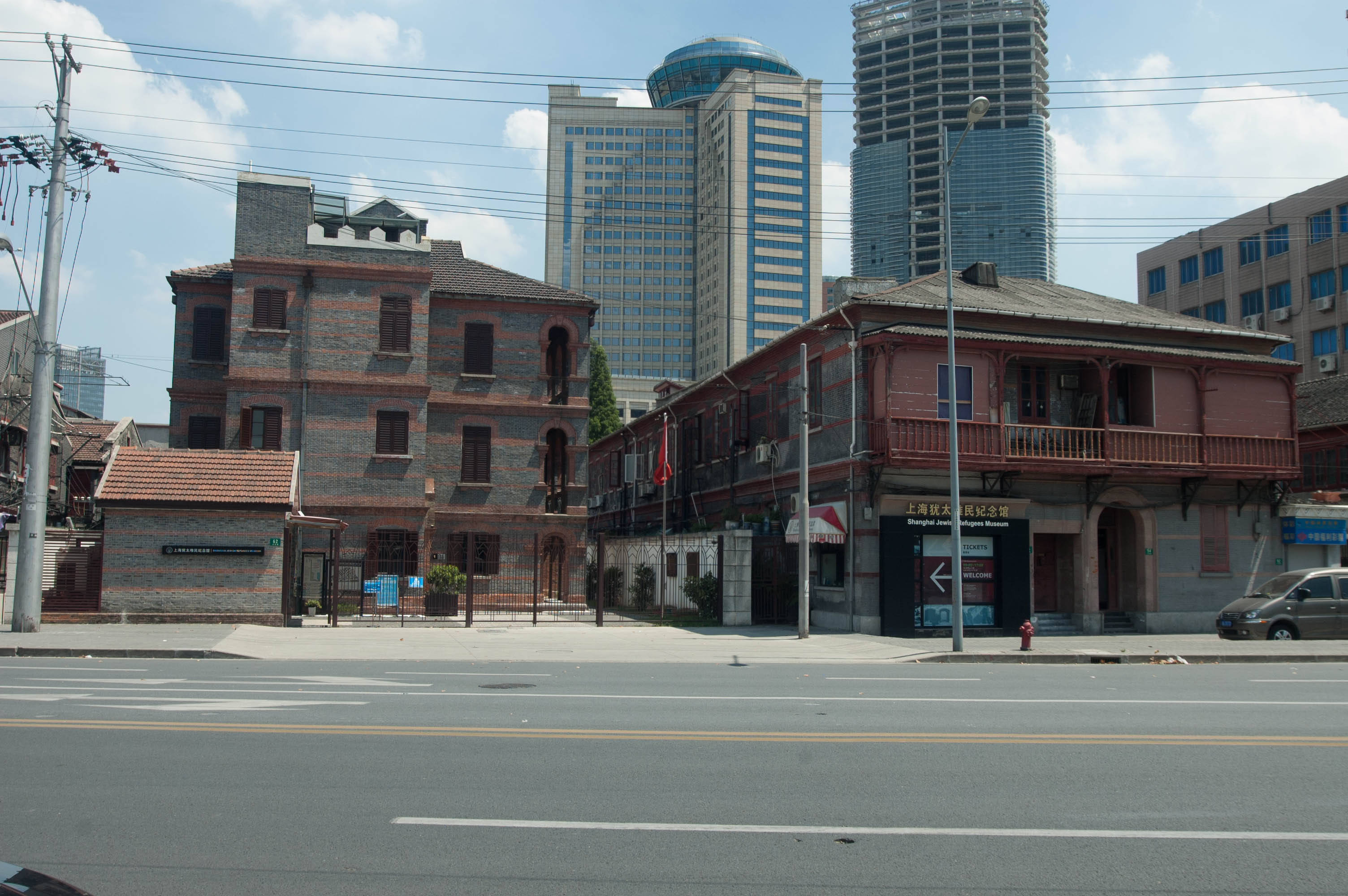
摩西会堂（今上海犹太难民纪念馆）

## 德国犹太人的来到
难民们设法买到从热那亚启程的豪华的日本轮船船票，在为时三周的旅行中，疯狂的吃喝玩乐——这在德国的迫害与肮脏的上海隔都之间——实在是超现实主义的。一些乘客企图不按时刻表离开埃及王國，希望秘密进入英属巴勒斯坦。
1938年8月15日德奧合併5個月後，第一名来自奥地利的犹太难民乘坐意大利王國的轮船抵达。到1939年6月，已经到达了8,200名犹太难民。
维克多·沙逊和保罗·库尔默（Paul Komor）建立的欧洲移民国际委员会（IC），以及嘉道理创办的援助欧洲犹太难民委员会（CFA），提供了大量必需的援助。这些组织在虹口准备了房屋，这里的房租比公共租界或法租界便宜。供給他们的是破旧的房间，以及6个学校改建的难民营。占领上海的日本人将德国犹太人视为无国籍者。
大部分难民在1937年以后到达。1939年，对移民的限制增加了；不过许多犹太人继续抵达，直到1941年12月太平洋战争爆发。

## 隔都中的生活

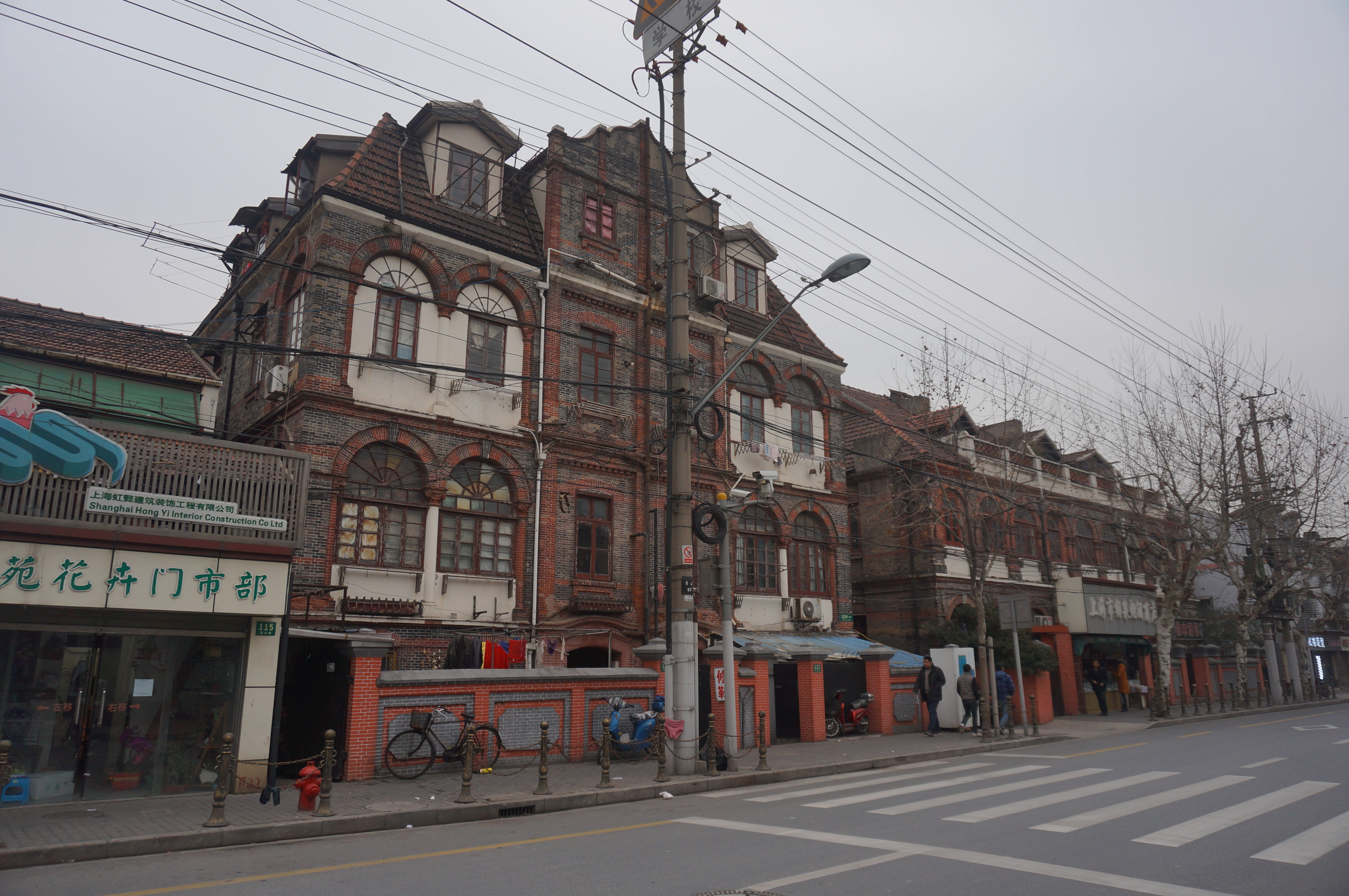
犹太救济机构JDC旧址

当局尚未准备好接受大批移民，抵达的难民则必须面对穷困的虹口区艰难的生活条件：每个房间要住十个人，接近饥饿，可悲的卫生状况和不足的就业机会。
巴格达和后来的美犹联合救济委员会（JDC）提供一些居住和食品援助。虽然面对语言障碍、极端的贫困、蔓延的疾病和隔离，难民们在福利机构的支持下，还是建立了一个生机勃勃的社区。犹太人的文化生活相当繁荣：开设了学校，出版了报纸，在剧院上演戏剧，运动队参加训练和比赛，甚至餐馆中的歌舞表演也兴旺起来。

### 珍珠港事件以后（1941–1943）
日军偷襲珍珠港以后，富裕的巴格达犹太人（许多是英国公民）被捕入狱，而美国慈善基金也停止了。由于和美国的联系中断了，失业和通货膨胀恶化，难民们的生活更加艰难了。

### 进一步的限制（1943–1945）
随着第二次世界大战形势的加剧，纳粹德国向其盟國日本增大了压力，要求移交上海犹太人。Warren Kozak描述了一段插曲，说到上海的日本军政府传唤犹太社区领袖，其中包括 Amshinover 拉比 Shimon Kalish。日本长官很好奇：“为什么德国人这么恨你们？”
“Kalish拉比知道他的回答关系到犹太社团的命运，他没有犹豫，用意第绪语告诉翻译：“德国人仇视我们，因为我们是东方人。”（Zugim weil mir senen orientalim）日本长官原来一直板着的面孔，这时变成了微笑。不顾德日军事同盟，他没有答应德国人的要求，始终没有移交上海犹太人”。
1942年11月15日，批准了受限制的犹太人隔都计划。1943年2月18日，日本当局宣布成立“无国籍难民指定区”，要求在1937年以后来沪的无国籍难民必须在3个月内（截止到5月15日为止）将住所和事业都迁移到这个面积为1平方英里的区域。
大卫·柯兰兹勒博士说： 
“因此，16,000名难民中的大约一半，他们已经克服了巨大障碍，在隔都外找到了生计和住处，又再次被迫离开住所和生意，重新安置在一个不到一平方英里的拥挤、肮脏的区域，那里估计有100,000名中国人和8,000名难民。” 
虽然颁发了去隔都外面工作的临时通行证，但在第一年以后，批准变得专横武断，并被严厉地缩减。不过，事实上中国人并没有离开虹口隔都，这意味着犹太人没有被隔离。经济状况仍在恶化；心理上对隔都的适应是困难的；1943年冬天是严峻的，饥饿相当普遍。 美国空军对上海的空袭开始于1944年。破坏最严重的一次发生在1945年7月袭击虹口区日本无线电台时，当时有31名难民被炸死，500人受伤，700人无家可归。 上海隔都里的一些犹太人参加了抵抗运动。他们参加了一个获取和传播信息的地下网络，直接破坏日本的军事设施，并帮助降落的美国飞行员逃到中国管理区域。

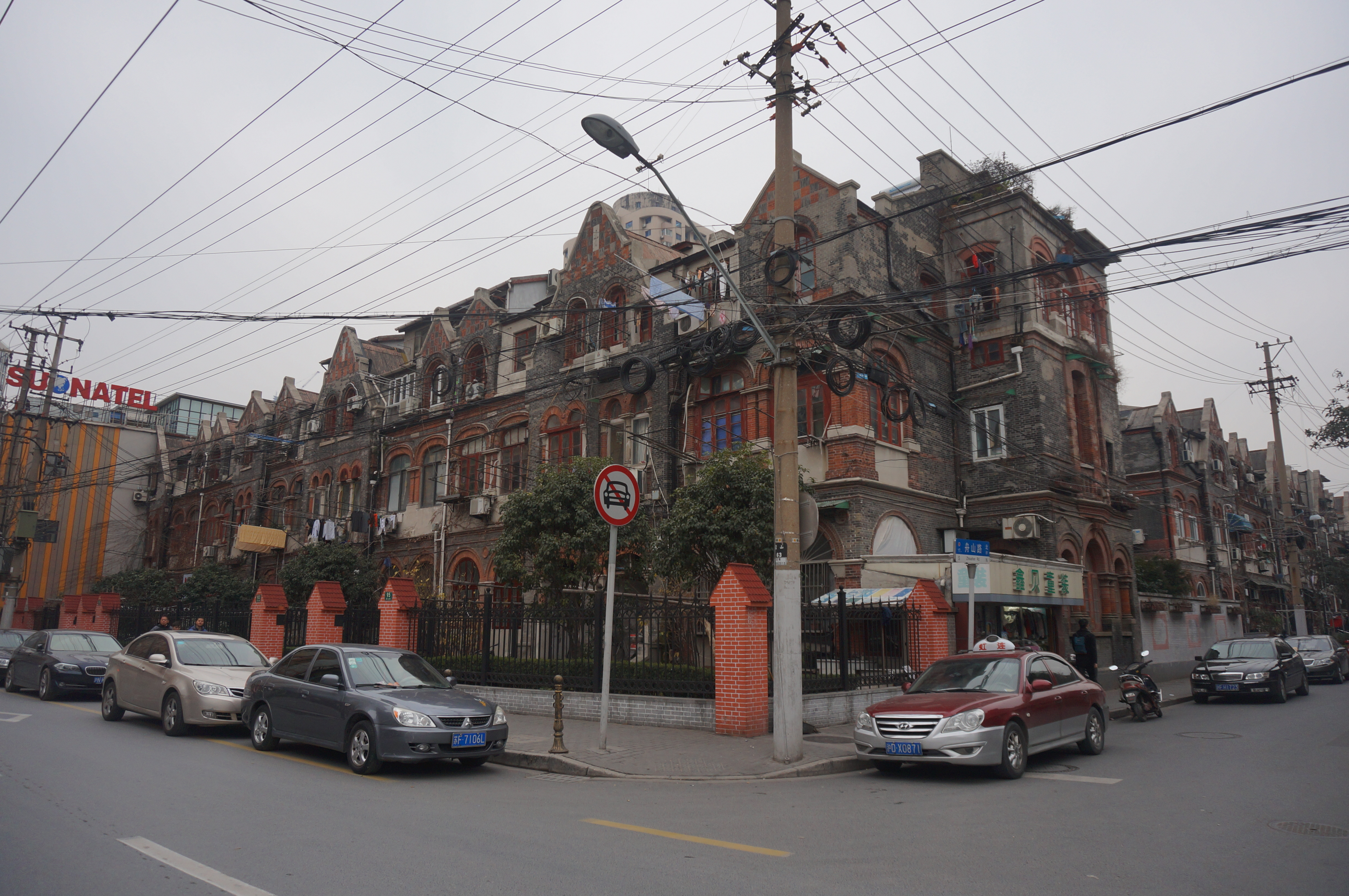
当时隔都内的重要商业街舟山路和霍山路路口建筑

## 犹太会堂
在上海隔都范围内，原有一座由俄罗斯犹太人兴建的摩西会堂，1907年初建时在熙华德路（今长治路），1927年在华德路（长阳路）62号建造新会堂。1930年代中欧犹太人难民大批抵达上海后，于1939年租用百老汇大戏院（今霍山路57号百老汇舞厅）设立了百老汇会堂。1940年，自由派的犹太教徒又租赁东海大戏院（今海门路144号东海电影院）设立了东海会堂作为自己的宗教场所
。第二次世界大战结束后，随着欧洲犹太难民离开上海，百老汇会堂和东海会堂宣告关闭。

## 上海光复后
1945年9月3日，隔都正式解放，耽搁了一段时间以后，中华民国军队接管解放了的上海。犹太人开始逐步离开上海。根据当时国民政府的规定，原则上要求德国、奥地利籍侨民（包括德、奥犹太人）遣送回国，这使得1.4万余名德国、奥地利籍犹太人不得不离开上海。但在经历了纳粹屠杀犹太人的暴行后，他们多不愿返回自己的国家。不少犹太难民通过各种途径，如亲友和国际援犹机构，去了北美、澳大利亚和南美。只有少部分人回国，还有部分人继续留在上海，待到以色列国成立后，申请去以色列定居。
塞法迪犹太人多为英、美国籍人士，少数是伊拉克籍或无国籍，如沙逊集团。随着二战后国际形势及中国局势的转变，犹太商人开始从1948年开始离开，大量犹太资本的撤离也导致上海犹太工商业纷纷歇业，犹太总会、犹太学堂、犹太医院和养老院等等由于缺乏资金支持而处于停顿状态。
原先，俄罗斯籍犹太人由于没有苏联国籍且在上海大多发展较好，一般都愿继续留在上海。但是，由于二战后，苏联的国际地位提高，苏联领事馆又鼓励俄侨申请苏联国籍，因此约有60％的俄侨加入了苏联国籍。此外，1947年国民政府又与苏联关系紧张，促使大批刚加入苏联国籍的侨民（包括犹太人）离沪回国。
尽管如此，仍有相当数量的俄罗斯犹太人不愿去苏联。但在1948到1949年约有4000人在1948年以色列国成立后，由以色列特派到上海的领事摩西·尤瓦尔的鼓动下前往以色列定居。
中华人民共和国成立时，旅居上海的犹太人有7000余人，多数是俄罗斯犹太人，少数是德国、奥地利、英国等国籍的犹太人。50年代初上海犹太人继续离开上海，其中有5700人在1950到1954年前往以色列定居。据统计，旅居上海的犹太人1953年为440人，1956年124人，1958年84人，到1976年已不足10人。80年代末，旅居上海的犹太人几乎没有了，仅有1名犹太人加入中国籍。
以色列政府将“国际义人”（Righteous Among the Nations）的荣誉颁发给了杉原千亩（1985年）和何凤山（2001年）。
1992年，中国和以色列建交以后，以色列人和上海之间的联系已经以多种方式为人所知。2007年，以色列驻上海总领事馆代表26个以色列公司向虹口区里的社区项目提供捐款66万元人民币，借以感谢当年隔都为犹太人提供的安全港。
2015年8月26日，位於隔都舊址76年前曾作為犹太难民聚会地之一的白马咖啡馆和上海犹太难民纪念馆翻修后重新對外開放。

## 上海隔都著名幸存者
- 雅各布·罗森菲尔德博士——奥地利医生，中国共产党党员，是第一个加入新四军的国际人士。
- Michael Medavoy——好莱坞经理人，曾任职于哥伦比亚等
- 彼得·麦克斯——美国流行艺术家
- 维纳·迈克尔·布鲁门塔尔——美国财政部长。
- Eric Halpern——远东经济刊物（Far East Economic Review）的创始人和第一个编辑
- Shaul Eisenberg——以色列艾森伯格集团（Eisenberg Group）创始人
- Charles K. Bliss——Blissymbols的创作者
- Rene Rivkin——澳大利亚金融家
- Lawrence Tribe——哈佛大学法学院教授

上海隔都
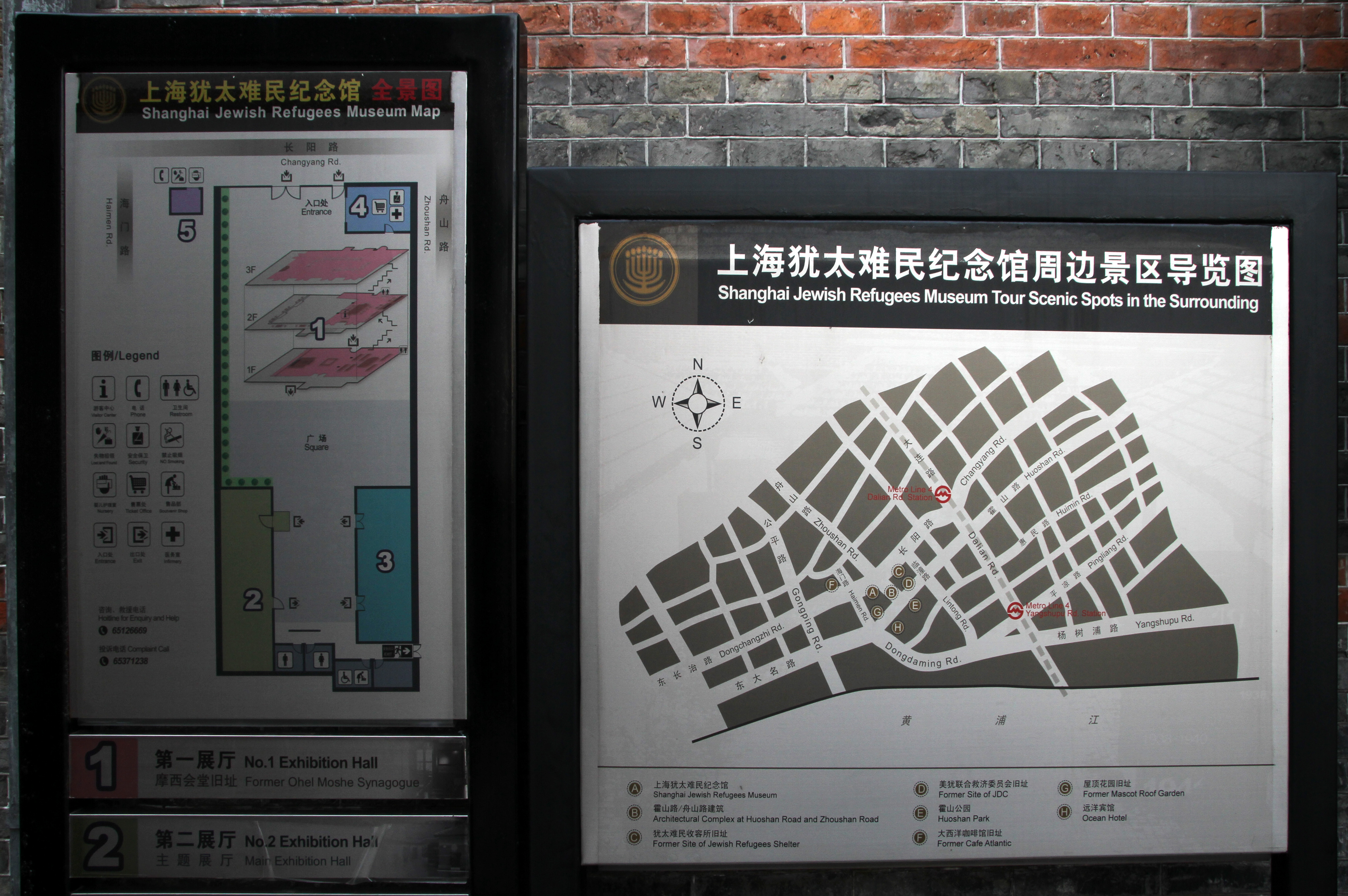
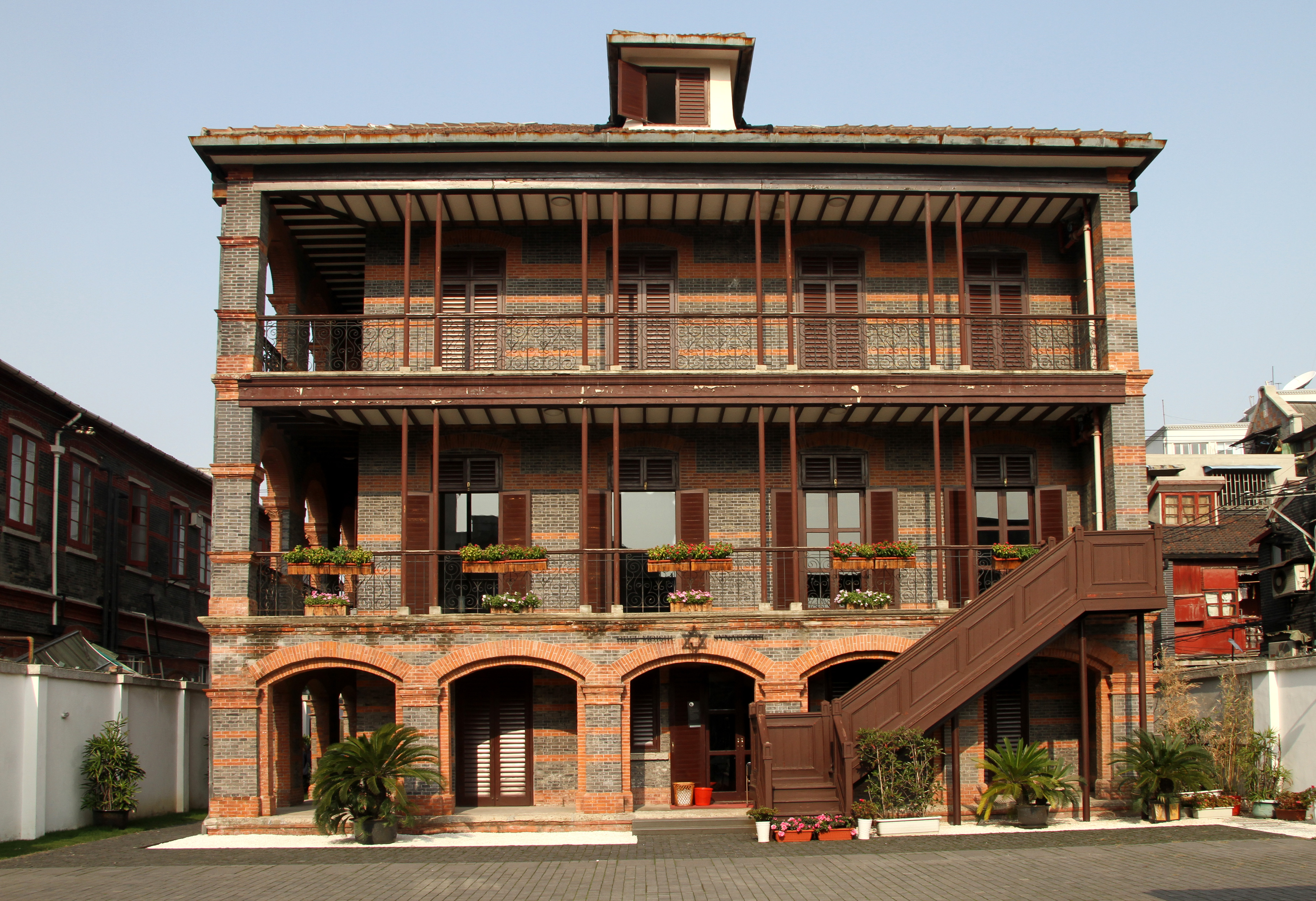
Synagogue
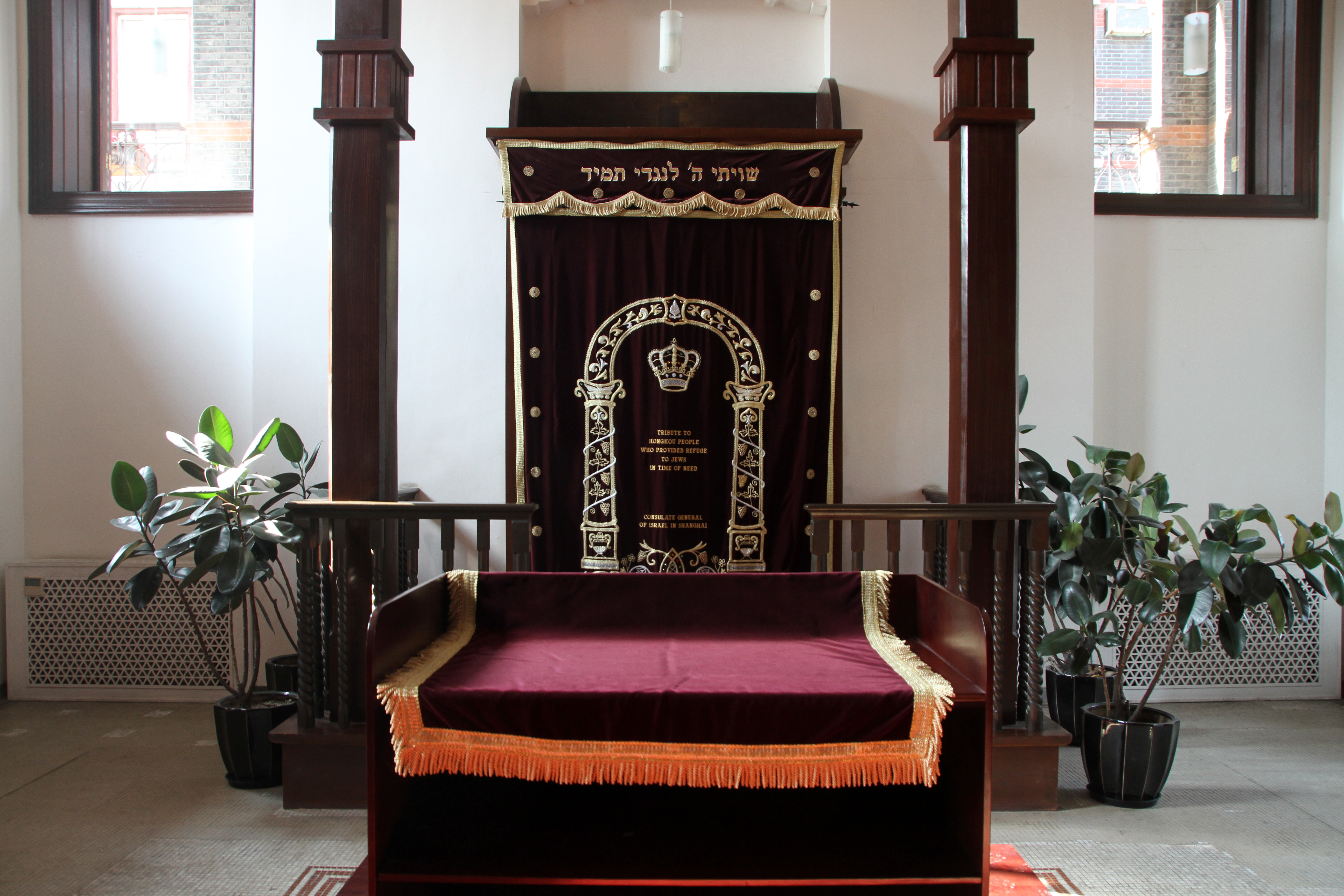
Synagogue
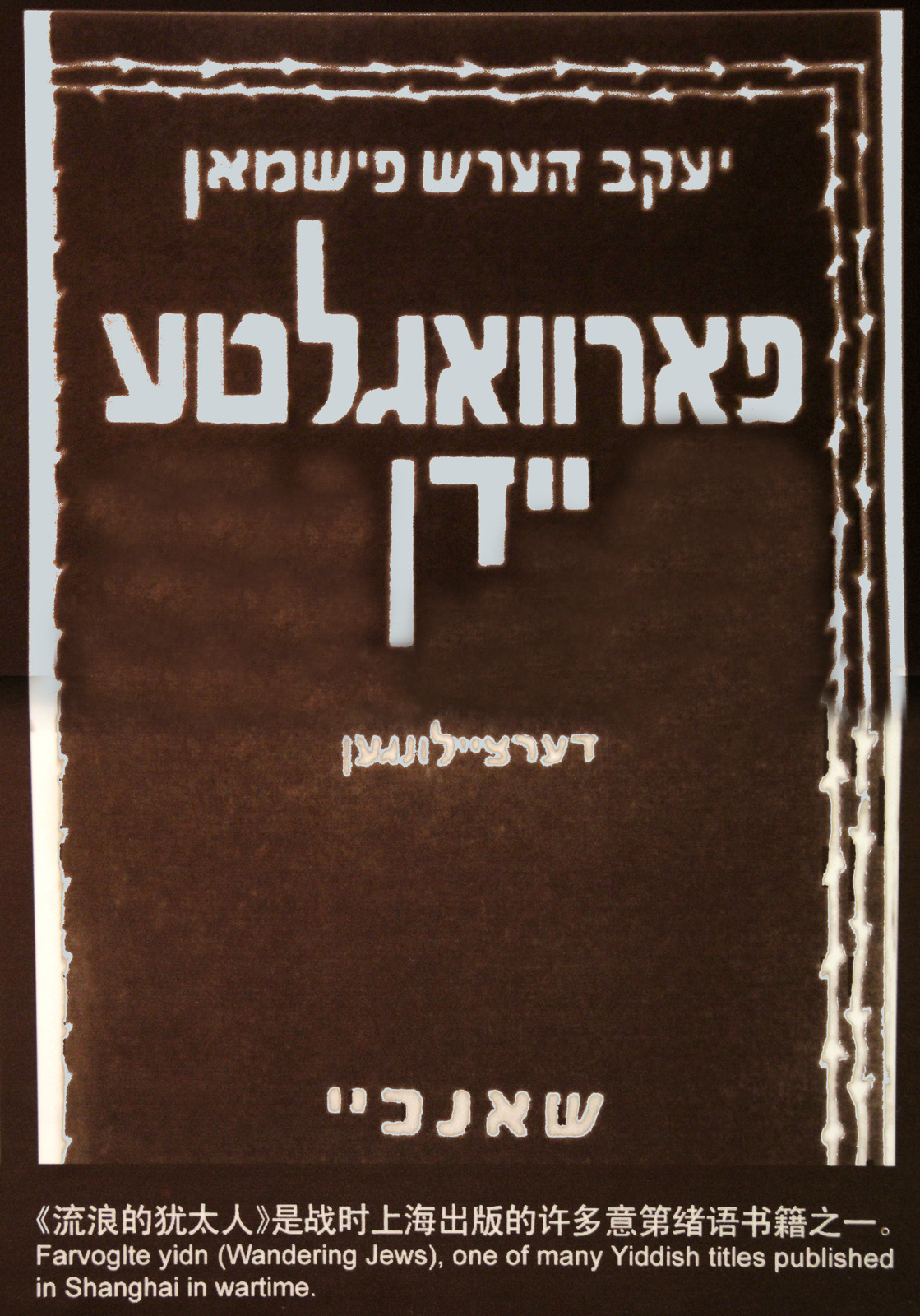
Museum
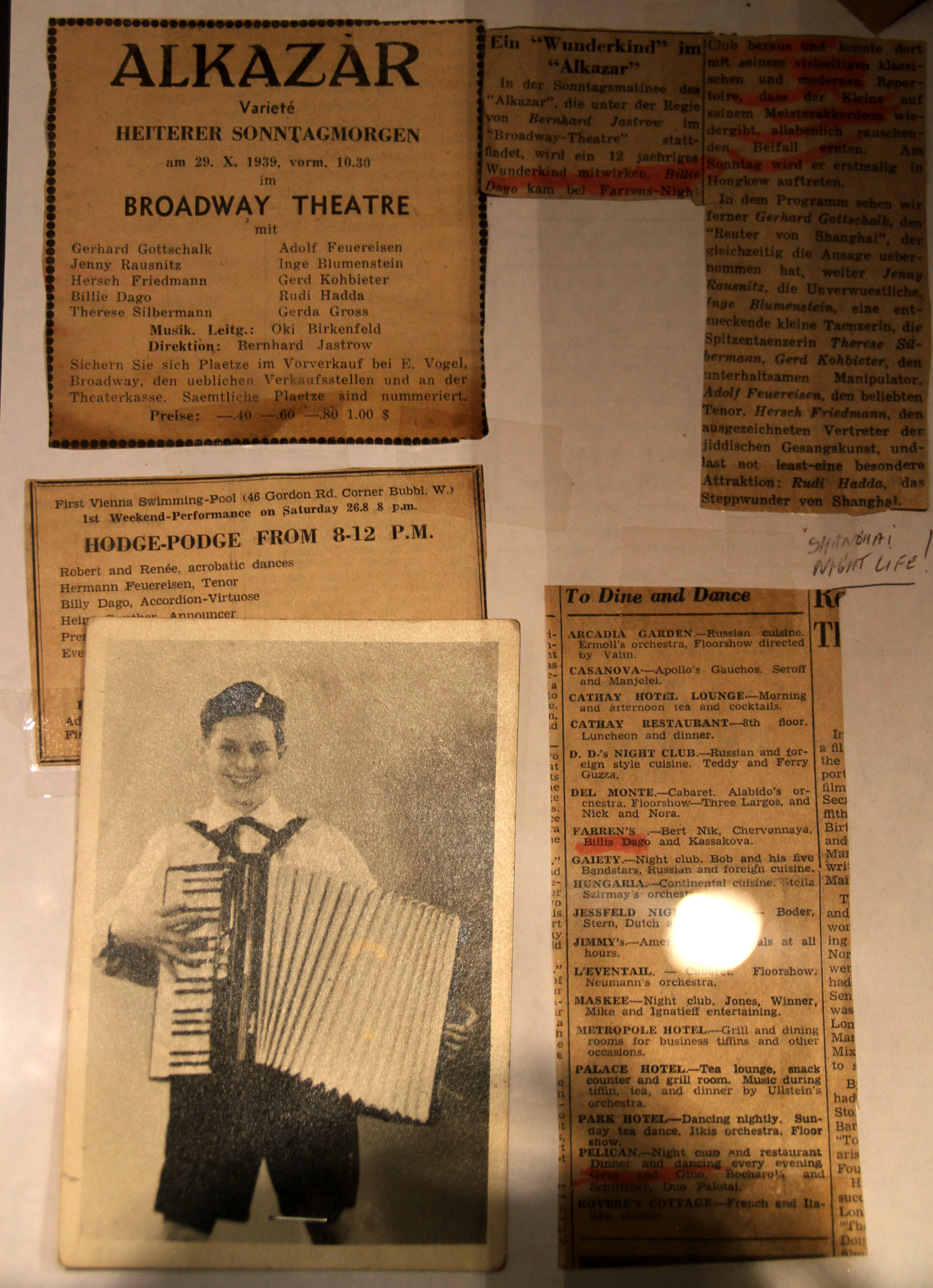
Museum
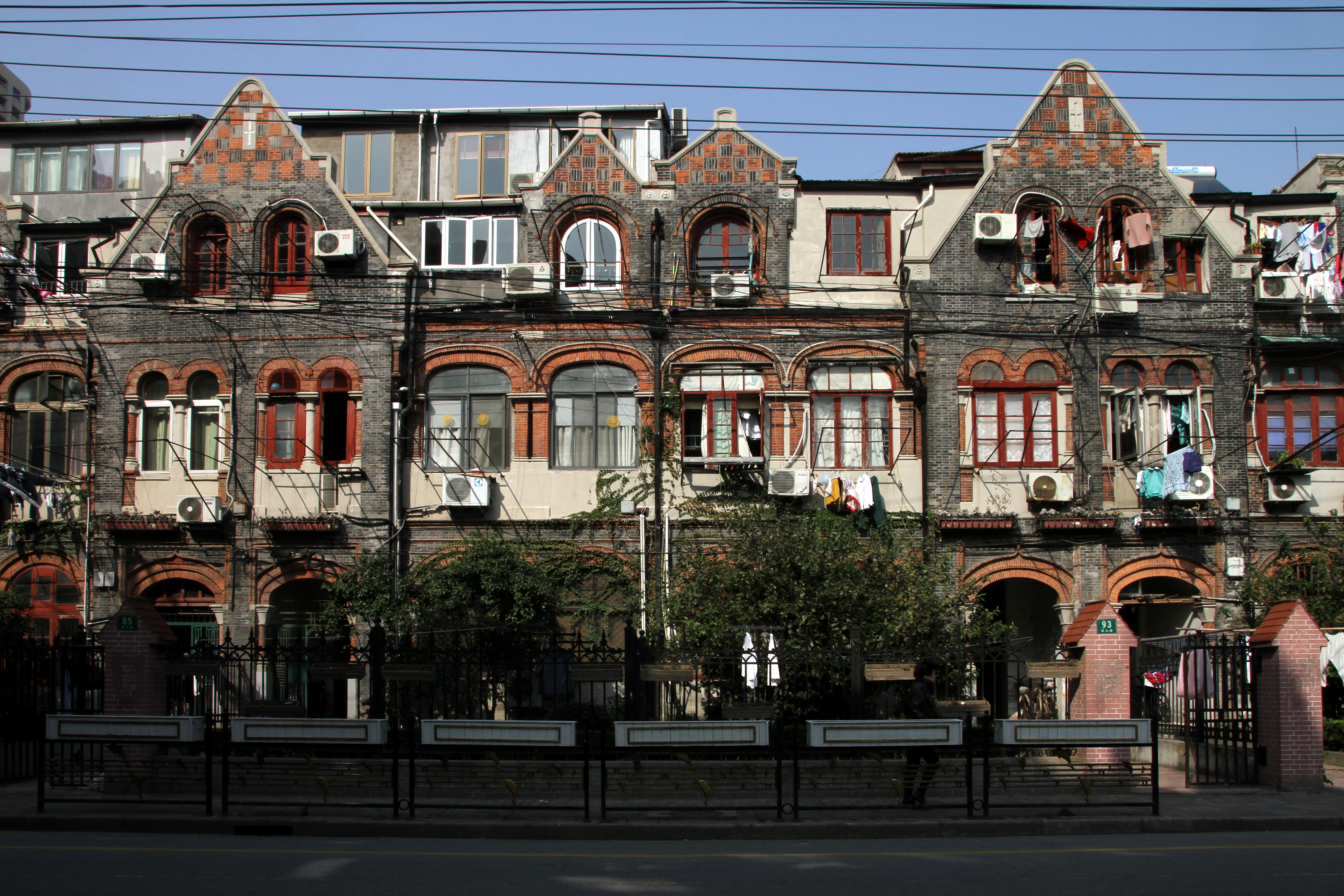
Ghetto 2012
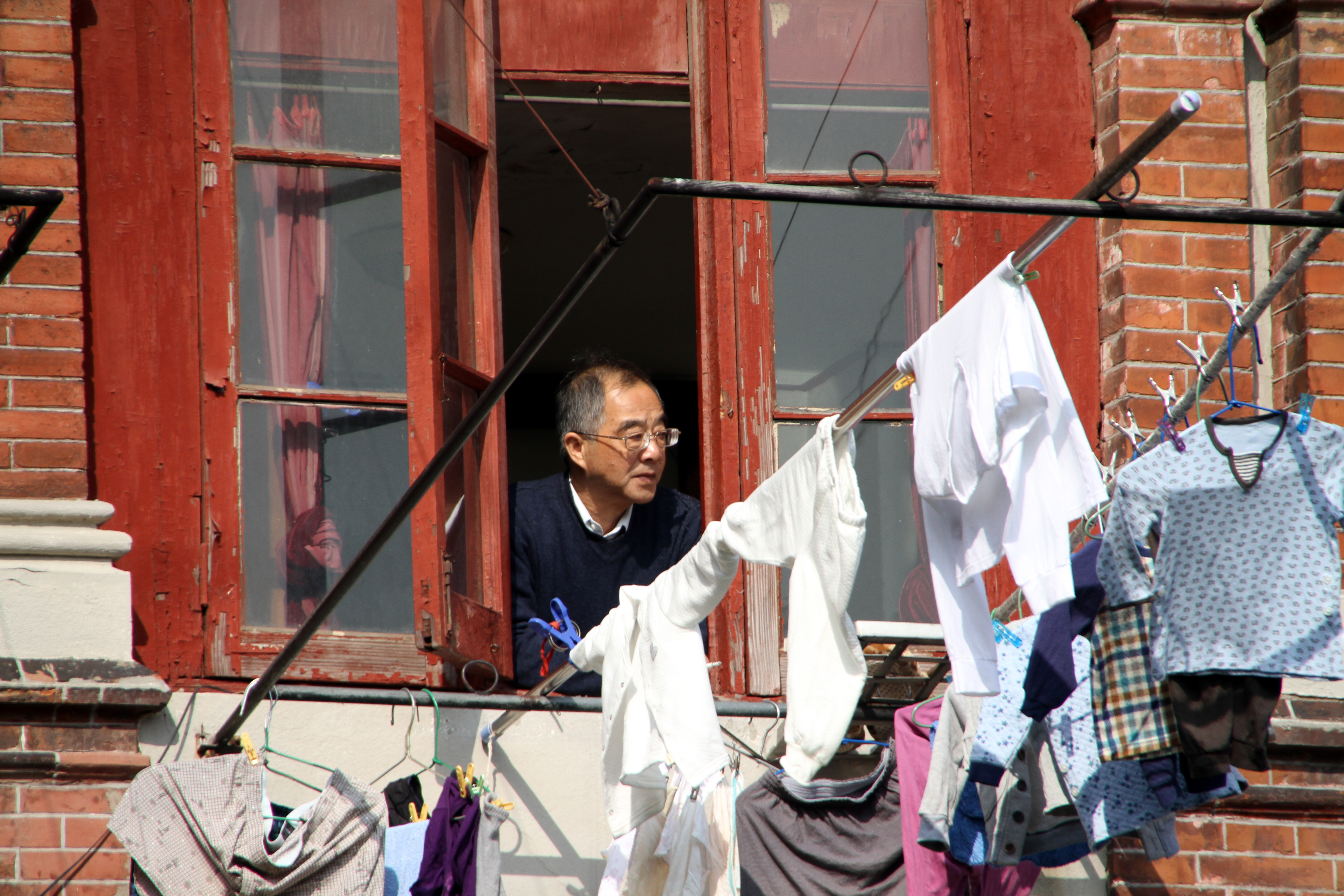
Ghetto life 2012
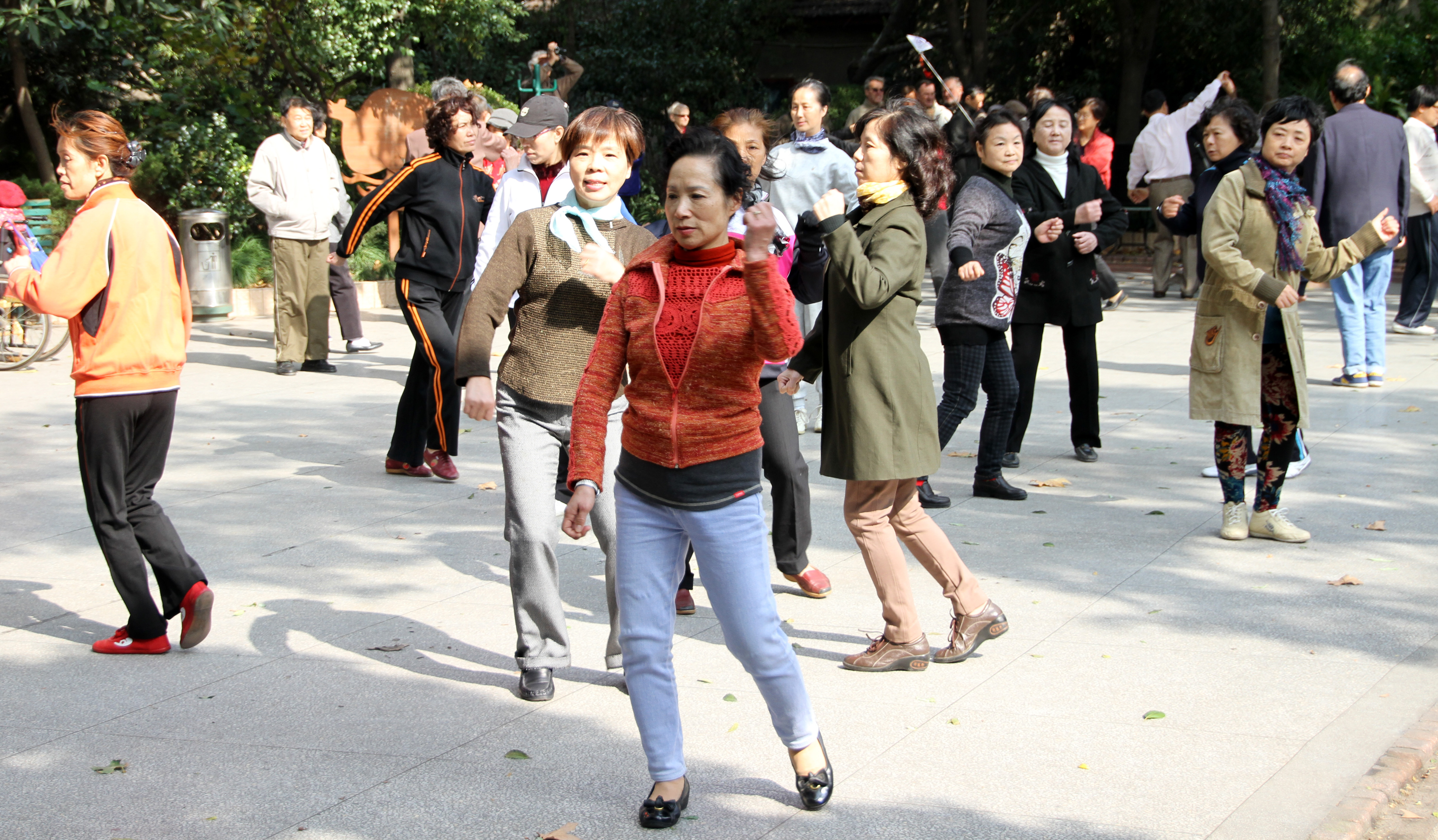
Ghetto life 2012

## 电影
- 上海隔都 Documentary by Dana Janklowicz-Mann and Amir Mann. （互联网电影数据库（IMDb）上《Shanghai Ghetto(2002)》的资料（英文））
- The Port of Last Resort: Zuflucht in Shanghai Documentary directed by Joan Grossman and Paul Rosdy. （互联网电影数据库（IMDb）上《The Port of Last Resort(1998)》的资料（英文）, Cinematography of the Holocaust at Fritz Bauer Institut, National Center For Jewish Film（页面存档备份，存于） at Brandeis 大学，New York Times Review by Anita Gates）

## 延伸阅读
- 《陌生的天空：战时上海的犹太童年》，Sigmund Tobias（伊利诺斯大学出版社，1999）ISBN 0-252-02453-2
- 《10个绿瓶子：一个家庭从奥地利到上海隔都行程的真实故事》，Vivian Jeanette Kaplan (St. Martin's Press, 2004) ISBN 0-312-33054-5
- 《战争蒙尘记：从 Bialystok 经过上海到迦南美地，口述历史》，Samuel Iwry, Leslie J.H. Kelley (Editor) (Palgrave Studies in Oral History. Palgrave Macmillan, 2004) ISBN 1-4039-6576-5
- Tokayer, Rabbi Marvin (1979). "河豚计划" 纽约：Weatherhill, Inc.
- Maruyama, Naoki (2005). "太平洋战争与上海犹太难民"（日语）东京：Hosei 大学出版社
- 《上海记忆...从纳粹欧洲逃亡上海的犹太人故事1》 Compiled and Edited by Berl Falbaum (Momentum Books, 2005) ISBN 1-879094-73-8, ISBN 978-1-879094-73-4